# Dorr E. Felt
Dorr Eugene Felt (Beloit, 18 marzo 1862 – Chicago, 7 agosto 1930) è stato un inventore e imprenditore statunitense.
È noto per aver inventato il Comptometer, uno dei primi dispositivi informatici, e il Comptograph, la prima macchina per l'addizione di stampa. La Felt & Tarrant Manufacturing Company, che ha co-fondato con Robert Tarrant il 25 gennaio 1889, rimase uno dei protagonisti nel settore delle calcolatrici fino alla metà degli anni settanta del XX secolo.

## Biografia
Dorr E. Felt è nato a Beloit, nel Wisconsin, dove è cresciuto nella fattoria di famiglia e che ha lasciato all'età di 14 anni per cercare lavoro. Suo padre, Eugene K. Felt, era un membro dell'Assemblea dello Stato del Wisconsin. A 16 anni, "la sua inclinazione mentale, orientata verso la meccanica, lo portò a cercare lavoro in un'officina meccanica a Beloit dove trovò il suo primo impiego nella primavera del 1878." A 18 anni iniziò a imparare il francese e alla fine lo parlava fluentemente. All'inizio del 1882, all'età di 20 anni, venne a Chicago e lavorò come caposquadra di un laminatoio che aveva una produzione giornaliera valutata a $ 2.000. In quel periodo iniziò il suo lavoro sul Comptometer.
Durante le festività americane del Ringraziamento del 1884 decise di costruire il prototipo di una nuova macchina calcolatrice che aveva inventato. A causa della sua quantità limitata di denaro, ha usato una scatola di maccheroni per la scatola esterna e spiedini, graffette ed elastici per il meccanismo all'interno. Fu terminato subito dopo il Capodanno del 1885.
Felt ha portato la sua idea all'uomo d'affari di Chicago Robert Tarrant. Hanno firmato un contratto di partnership il 28 novembre 1887, e hanno incorporato la Felt & Tarrant Manufacturing Company il 25 gennaio 1889. Felt in seguito ha inventato altri dispositivi e ha acquisito 46 brevetti nazionali e 25 stranieri. Il prototipo originale della scatola di maccheroni e il primo Comptograph mai venduto fanno ora parte della collezione di calcolatrici antiche dello Smithsonian Museum.
Era sposato con Agnes McNulty nel 1891 e la coppia ed ebbero quattro figlie insieme.
Felt è stato insignito della John Scott Medal del Franklin Institute nel 1889. Dorr Felt è stato anche il primo ambasciatore del Dipartimento del Commercio formato per studiare il lavoro all'estero dopo la prima guerra mondiale. Era un eccellente fotografo e molti dei suoi le foto del dopoguerra sono state utilizzate dal governo. Dorr ha viaggiato per il mondo e amava imparare. Si stabilì a Chicago e passò l'estate a Laketown Township, Michigan, dove la Dorr E. Felt Mansion è registrata nell'elenco dei luoghi storici nazionali.

### La residenza estiva
Dorr fu attratto dalla bellezza incontaminata della costa del West Michigan, allora conosciuta come "la Riviera del Midwest" e nel 1919 acquistò diverse centinaia di acri sul Lago Michigan tra le dune ondulate tra Holland e Saugatuck, nominando la sua tenuta "Shore Acres Farm". Felt iniziò la costruzione della "Grande Casa" nel 1925 per sua moglie Agnes. Questa casa estiva sarebbe abbastanza grande da ospitare le sue figlie sposate e le loro famiglie. Completato nel 1928, il palazzo di oltre 12.000 piedi quadrati è composto da 25 stanze, inclusa una sala da ballo al terzo piano. Sfortunatamente, Agnes morì nell'agosto 1928, sei settimane dopo che la famiglia si trasferì, e Dorr morì un anno e mezzo dopo, nel 1930. La famiglia mantenne la casa fino al 1949, ma dopo la seconda guerra mondiale e l'avvento di calcolatori più sofisticate, la famiglia vendette l'attività a Victor Calculator, e i discendenti di Felt decisero di vendere Shore Acres Farm. Nel 1949, organizzarono una grande asta, vendendo molti degli oggetti originali della villa e dei terreni.
Dorr E. Felt morì di ictus a Chicago il 7 agosto 1930. Aveva 68 anni.